# 毀滅者 (雷神索爾)
毀滅者（英語：The Destroyer）是出自漫威漫畫的虛構武器。他通常是超級英雄雷神索爾的敵人。事實上，毀滅者的裝甲是來自阿斯嘉的烏魯金屬材料，並由奧丁賦予魔法製作。毀滅者首次登場於《神秘之旅》 第118期（1965年7月），由史丹·李及傑克·科比所創作。
毀滅者在美國漫畫白銀時代中首次亮相，並在接着的四十多年出現在不同的媒體，如動畫劇集、真人電影、電子遊戲等，也出現於其他漫威認可的周邊商品，如可動人偶、交換卡片等。由於商標問題，該角色的至少一個玩具版本以漫威毀滅者（英語：Marvel's Destroyer）的名義銷售。在漫威電影宇宙中，毀滅者出現在2011年電影《雷神索爾》。

## 虛構傳記
毀滅者是由北歐眾神之王奧丁所打造的一套附魔盔甲。當它第一次出現時，毀滅者被暗示是作為一種武器來應對來自星星的一些黑暗威脅。當毀滅者第一次出現在亞洲的黑暗神殿 (Temple of Darkness)，它被雷神索爾的繼弟兼宿敵洛基用來對付他。在附近的生命力量的推動下，毀滅者與索爾的戰鬥陷入停滯，當奧丁威脅要殺死洛基時，洛基被迫干預並使用致命武力阻止它。托爾然後將其盔甲埋在一個山腰下。
之後，洛基再次短暫使用了這件盔甲來殺死奧丁，但未遂，其後毀滅者被諾恩海姆女王嘉尼拉搶救，並由索爾的同伴希芙激活。由於索爾當時暫時被剝奪了他的神性和力量，希芙希望用毀滅者來幫助對抗超級反派清障車。
索爾後來將盔甲提供給行星吞噬者，以換來釋放他當前的使者火焰領主 。行星吞噬者接受了，毀滅者作為他的使者，在與驚奇4超人戰鬥之前實體探測Counter-Earth。毀滅者最終被洛基奪回以供日後能再次使用。
當「來自星星的黑暗威脅」被揭露為天神族時，索爾得知天父眾神（奧丁、宙斯等）在一千年前匯集了他們的資源，創造了毀滅者以阻止所謂的「天神族第四代宿主」(Fourth Host of Celestials)。其後，奧丁佔據了毀滅者的盔甲，然後吸收阿斯嘉中所有存在的生命精華 (包括所有阿斯嘉人，除了當時不在場的索爾)，長到2,000英尺（610 米）的高度。毀滅者然後抽出奧丁之劍，並與統一意念(一種由永恆族組成的實體)一起對抗第四代宿主。然而，眾天神族擊退了統一意念，將毀滅者的盔甲熔化成渣，並分散了阿斯嘉人的生命力。後來，「天空之母 (Skymothers)」(芙瑞嘉和希拉等女神）主動安撫了眾天神族，索爾通過奧丁使用其他天空之父聚集的一小部分力量，復活了他的人民。
洛基最終找到了毀滅者的殘骸，並對其進行了改造，以摧毀索爾，然而，索爾經過與米德加爾特大蛇進行了一場具有破壞性的戰鬥後，雖然勝利，但他的身體被完全粉碎。但由於死亡女神海拉所引發的詛咒 (使索爾的骨頭變得脆弱，無法癒合或死亡)，毀滅者無法殺死索爾 。索爾通過精神控制從宿主 (一個名叫Siggorth的寒冰巨人) 手中奪取了盔甲的控制權，並繼續擊敗洛基。毀滅者試圖從索爾手中奪回控制權，但失敗了。毀滅者穿著雷神的外衣，揮舞著他的雷神之鎚，與海拉對峙，迫使她將索爾恢復為人形 。毀滅者被留在海拉領域的水晶中，最終被女神蘿蕾萊激活。羅蕾萊隨後與數個阿斯嘉人戰鬥，並被困在巨獸的維度中。
毀滅者後來被巨魔 (trolls) 改造，巨魔通過賦予超級反派麥斯特羅 (浩克的未來邪惡版本)的靈魂來增強毀滅者。由於浩克無法在物理上阻止毀滅者，他在精神層面進入盔甲，並利用毀滅者吸收麥斯特羅的靈魂，然後將麥斯特羅放逐回他原本虛弱的身體。索爾與毀滅者其後還有兩次打鬥的經歷，第一次，盔甲幾乎殺死了他；第二次，打斷了他的下巴。毀滅者盔甲最終被洛基取回，並被德薩克佔據，儘管持有着奧丁之力的索爾用雷神之鎚將毀滅者斬首。
當索爾尋找失蹤的人時，阿斯嘉神巴德爾控制了毀滅者。後來，末日博士使用毀滅者盔甲的複製品來攻擊阿斯嘉人。
在索爾失去了使用雷神之鎚的能力 ，而且錘子被一個身份不明的女人奪走後 ，奧丁的兄弟大蛇神啟動了毀滅者，並由奧丁派遣它來收回雷神之鎚。其後，芙瑞嘉在與奧丁對質時，她說服奧丁必需撤回毀滅者，因為她認為這樣無端的攻擊讓他本質上成為一名反派。

## 能力與裝備
毀滅者盔甲是用一種未知的魔法金屬所鍛造而成，擁有超人的力量和耐力，幾乎無懈可擊。它亦能夠投射能量和操縱物質，並且在降低盔甲的遮陽板時可以發射光束和分解物質。
儘管毀滅者可以在一段短時間內獨立行動，其構造通常是沒有生命的，除非是被有知覺生物的生命力激活。一旦被激活，毀滅者將保留最基本的個性，但最終會顛覆宿主，除非後者是一個意志特別堅強的個體。奧丁還能夠施展一個法術，可以將宿主從盔甲中強制移除，並使其失效。

## 其他版本
在《秘密戰爭》的故事線中 ，超級反派麥斯特羅正尋找着毀滅者的盔甲，但它正被古一守護着，即瑞克·瓊斯的老年版本。

## 其他媒體

### 電影
- 漫威電影宇宙
  - 《雷神索爾》[29]（2011年)：由全CG特效呈現。被洛基利用對抗雷神索爾，最終被索爾所毀。

### 影集
- 《漫威超級英雄（英语：The Marvel Super Heroes）》(1966年)：出現於第6集中
- 《復仇者聯盟：史上最強英雄戰隊》第二季 (2012年)：出現於第15集「無能為力」(Powerless) 中
- 《終極蜘蛛俠》第二季 (2013年)：出現於第12集中
- 《復仇者聯盟：正義出擊（英语：Avengers Assemble (TV series)）》(2013-2019年）：由莫里斯·拉馬奇（英语：Maurice LaMarche）[30]及吉姆·梅斯基門（英语：Jim Meskimen）[31]配音。
- 《星際異攻隊（英语：Guardians of the Galaxy (TV series)）》(2015-2019年)
- 漫威電影宇宙
  - 《無限可能：假如…？》第一季（2021年）：動畫劇集

### 電子遊戲
- 《漫威英雄：終極聯盟（英语：Marvel: Ultimate Alliance）》：在洛基欺騙超級英雄釋放毀滅者之後，他的心智駐留在盔甲上。除了擁有強大的力量和力量之外，毀滅者對所有攻擊都無懈可擊。只有讓毀滅者向裝有洛基身體的水晶發射衝擊波，兩個角色才能被擊敗。
- 《雷神索爾（英语：Thor: God of Thunder）》
- 《Marvel Avengers Alliance（英语：Marvel Avengers Alliance）》
- 《樂高漫威超級英雄》[32]
- 《漫威：未來之戰》：手機遊戲，毀滅者是玩家可使用角色之一。
- 《樂高漫威復仇者聯盟（英语：Lego Marvel's Avengers）》
- 《漫威英雄：終極聯盟3》：由利亞姆·奧布萊恩配音[33]。當紅骷髏和海拉試圖掌管阿斯嘉時，海拉將紅骷髏的靈魂轉移到毀滅者盔甲中，幾乎無懈可擊，直到奧丁出現摧毀了毀滅者。

## 外部連結
- 毀滅者